# László Kádár
László Kádár (Târgu Mureș, 31 maart 1969) is een Roemeens darter die uitkomt voor de WDF.

## Carrière
Kádár speelt sinds 2010 op de internationale World Darts Federation-toernooien. Hij maakte zijn debuut op de WDF Europe Cup 2010, waar hij in zijn openingswedstrijd door Christian Demazure werd verslagen. In zijn daaropvolgende debuut op de Winmau World Masters 2010 won Kádár zijn eerste wedstrijd tegen Peter Holczer voordat hij in de derde ronde verloor van Dennis Harbour.
In 2011 nam Kádár voor het eerst deel aan de WDF World Cup, waarbij hij zijn eerste wedstrijd tegen Kevin Jacob met 4-3 in legs won. Daarna verloor hij in de tweede ronde van Hiroaki Shimizu. In de jaren die volgden, speelde Kádár alleen de WDF-toernooien in zijn regio, voornamelijk in Roemenië. Hij boekte een groter succes op de WDF Europe Cup 2014, waar hij de derde ronde bereikte, maar met 0-4 verloor van Ross Montgomery.
In 2017 bereikte hij voor het eerst de laatste 16 op de Hungarian Classic. Daarna volgden nog twee vrij magere jaren, gevolgd door een aanzienlijke verbetering in vorm ten opzichte van 2020. Kádár bereikte de finale van de Romanian Open, maar moest zijn meerdere erkennen in Nick Kenny. In 2021 behaalde hij zijn eerste toernooizege op de Apatin Open, in een beslissende leg tegen Oliver Ferenc.
In 2022 won hij de Slovak Open tegen Scott Marsh. Als beste Oost-Europese speler in de ranglijst van de WDF kwalificeerde Kádár zich voor het eerst voor het WDF World Darts Championship 2022, waar hij in de eerste ronde Andreas Harrysson met 2-1 in sets versloeg. Kádár bereikte de tweede ronde, maar kon geen set winnen van Richard Veenstra.
Tijdens het WDF World Darts Championship 2023 werd Kádár meteen uitgeschakeld door Edwin Torbjörnsson met 2–0.
Hij wist zich opnieuw te kwalificeren voor het WDF World Darts Championship 2024, waar hij in de eerste ronde met 2-1 verloor van Hannes Schnier.

## Resultaten op wereldkampioenschappen

### WDF
- 2022: Laatste 32 (verloren van Richard Veenstra met 0–3)
- 2023: Laatste 48 (verloren van Edwin Torbjörnsson met 0–2)
- 2024: Laatste 48 (verloren van Hannes Schnier met 1–2)